# Rotigotina
La Rotigotina es un agonista no ergolínico de la dopamina D1, D2, D3, D4 y D5 que fue aprobado por la FDA de los Estados Unidos para el tratamiento de la enfermedad de Parkinson.
Se presenta como un sistema de administración transdérmica diseñado para liberación continua durante un período de 24 horas. El mecanismo exacto de acción no está claro, pero se cree que es el resultado de su capacidad para estimular el receptor D2 en el cerebro.

## Uso en embarazo y lactancia
Embarazo
No existen reportes datos adecuados acerca de la administración de rotigotina a hembras humanas embarazadas. A pesar de que los estudios
en animales no han mostrado efectos teratógenos en roedores, se ha observado toxicidad embrionaria en ratas y ratones a dosis consideradas tóxicas para la madre. En virtud del desconocimiento del riesgo potencial, el laboratorio fabricante recomienda no emplear el fármaco durante el embarazo.
Lactancia
Se sabe que la rotigotina disminuye la secreción de prolactina y es de esperar que la lactancia sea inhibida. Los estudios con ratas han demostrado que el medicamento y/o sus metabolitos se excretan en la leche materna, sin embargo, al no haber datos en humanos, la mujer debe considerar un método de alimentación alterno para el bebé.

## Efectos secundarios
Los principales efectos secundarios incluyen somnolencia e hipotensión ortostática. Su disponibilidad en los Estados Unidos cesó después de abril de 2008, pero se sigue comercializando en América Latina y Europa.